# Български опълчения в Руско-турските войни през 18 век
Български опълчения в Руско-турските войни през 18 век са влизащите в различни формирования на руската армия групи български доброволци наричани волонтири, волунтири, волентири (на руски: волонтёры) по време на трите Руско-турски войни в този век: Руско-турската война от 1735 – 1739, Руско-турската война от 1768 – 1774 г. и Руско-турската война от 1787 – 1792 г.

## Български доброволци в Руско-турската война (1735 – 1739)
Войната на Австрия и Русия срещу Турция през 1735 – 1739 г. е първата в която в руската армия постъпват многобройни доброволци от Балканите, наречени ”волонтиери”. Тогава заедно с казашките в руската армия са създадени хусарски полкове, един от които е съставен изцяло от балкански християни – българи, гърци и сърби, които проявяват забележителна храброст в сраженията с турците. Победите на русите в Молдова през 1739 г., привличат още българи доброволци в руската армия. Сключеният от Австрия на 21 август 1739 г. сепаративен Белградски мирен договор с османците слага край на притока на български доброволци. Българите, участвали дотогава само в австрийските войни срещу поробителя им, доказали високата си готовност за борба и заедно с Русия срещу турците.

## Български доброволци в Руско-турската война (1768 – 1774)
Екатерина Велика, под въздействието на българина от Корфу Евгений Булгар, виден европейски хуманист и приятел на Волтер, и на князете Григорий и Алексей Орлови формулира т.нар. „Гръцки проект“ на Русия за освобождаване на православните на Балканите от османска власт и овладяване на Константинопол.

В 1768 г. султан Мустафа III подтикван от Франция обявява война на Русия с цел да си възвърне пашалъка Подолието (днешна югозападна Украйна).

Българинът на руска служба подполковник Даразин е пратен предрешен като монах със специално възвание от императрицата на български и гръцки да вдигне на въстание западните и южните Балкани в тила на Турция. След мисията му въстават българите в Македония и Аблания, сърбите в Черна Гора, Босна и Херцеговина и гърците в Пелопонес.
Следствие възванието много българи се включват като волонтири в частите на армията на ген. П. А. Румянцев – Задунайски. Отделно от това през 1770 – 1771 г. в Силистренско действат дружините на Вичо, поп Марин и Недялко. Между 1771 г. и 1776 г. в Русенско, Видинско и Врачанско тила на турците е атакуван от хайдушки дружини. Такива има и в Софийско, Дупнишко, Ихтиманско и други райони. Сътрудничеството на българите с русите в хода на войната достига своя връх при Въстанието във Видинско през пролетта на 1773 г. Водените в 1773 и 1774 г. военни действия на юг от река Дунав в района на Североизточна България до билото на Балкана и Добруджа, при които легендарният Александър Суворов превзема на своя глава Тутракан (оттогава в историята остава фразата „Победителите не ги съдят“ на императрицата когато ѝ докладвали за неподчинението му), допълнително предизвикват масов подем сред българското население. Българите формират доброволчески волентирски отряди, които подпомагат действията на руската армия при Силистра, Хаджиоглу Пазарджик (Добрич), Русе, Тутракан и други места.

При оттеглянето на руските войски, няколко хиляди българи се изселват във Влашко, Молдова и Украйна. Броят на установилите се в Украйна, главно в земите на създаващата се по това време Бугска казашка войска, се оценява на 2 до 3 хиляди души. Сред най-масовите изселвания е това на 400 семейства от Алфатар, които основават селището Олшанка.

## Български доброволци в Руско-турската война (1787 – 1792)
Във войната на Русия и Австрия срещу Турция в 1787 – 1792 г. многобройни български доброволци отново участват в състава на руската армия срещу турците.  В 1787 г. въоръжените българи вдигат Въстание в Русенско и Добруджа. В сраженията през 1788 г. в частите на руската армия на кап. Христо от 32-ма волентири 10 са българи, на кап. Мирко и Никола от 70 доброволци българите са 12, при кап. Николай – от 60 българите са 20, при кап. Атанасий – от 66 българите са 23, при кап. Павел – от 51 българите са 24 и т.н. В разузнаването при полк. Гурджи също има българи в края на юни те проникват в Яш, Кишинев, турските лагери в долното течение на Дунав и донасят ценни сведения за отбраната на противника.  Българите участват в щурма и превземането на Измаил от Суворов на 20 октомври 1790 г. като значителна част от 3000 доброволци в пешите колони и още няколкостотин при казаците. 
В тази война в състава на руските бойни части не по-малко от 2000 българи се бият срещу турците.